# Justizvollzugsanstalt Willich II
Die Justizvollzugsanstalt Willich II ist eine Justizvollzugsanstalt (JVA). Sie entstand 1985 durch die Trennung der Justizvollzugsanstalt Willich in die selbstständigen Einrichtungen Justizvollzugsanstalt Willich I für Männer und Justizvollzugsanstalt Willich II für Frauen zur Verbüßung ihrer Freiheitsstrafen. Sie liegen im Willicher Stadtteil Anrath am Niederrhein zwischen Krefeld und Mönchengladbach.
Beide Einzelanstalten befinden sich in zwischen 1900 und 1905 errichteten vierflügeligen Gebäuden (Kreuzbauten). Für die JVA Willich II (Frauen) wurde ein Neubau errichtet.

## Geschichte
Die Trennung in zwei Justizvollzugsanstalten erfolgte 1985.
Für die JVA Willich II wurde bis 2009 ein Neubau errichtet, wofür eine Reihe denkmalgeschützter Dienstwohnungshäuser abgerissen wurde. Dies führte zu heftigen aber erfolglosen Protesten in der Bevölkerung und von Denkmalschützern.
Im Jahr 2010 feierte der Stadtteil Anrath der Stadt Willich sein 1000-jähriges Bestehen. Im Rahmen der stattfindenden Feierlichkeiten nutzen die Justizvollzugsanstalten Willich I und Willich II die Möglichkeit einen Tag der offenen Tür anzubieten. Dabei wurden an dem Wochenende vom 1. bis 3. Oktober 2010 1.300 Besucher durch die beiden Justizvollzugsanstalten geführt.

## Einrichtung
Nach der Verselbstständigung des Frauenhauses ist die JVA Willich II nun die einzige selbstständige Haftanstalt für Frauen in Nordrhein-Westfalen. Bis 2009 befanden sich im geschlossenen Vollzug 141 Haftplätze und im offenen Vollzug 59 Plätze. Am 2. September 2009 wurde der Neubau für die JVA Willich II fertiggestellt und bezogen. Seit Bezug hat die JVA Willich II 198 Haftplätze im geschlossenen Vollzug und 66 Haftplätze im offenen Vollzug. Das Gebäude des offenen Vollzuges befindet sich in der Gartenstraße 26 und liegt außerhalb der Umwehrungsmauer. Das ehemalige Gebäude der Justizvollzugsanstalt Willich II wird im Rahmen der Neubaumaßnahmen für die Justizvollzugsanstalt Willich I abgerissen. An gleicher Stelle soll dann ein Hafthaus für männliche Untersuchungsgefangene entstehen.

## Zuständigkeit
Die JVA Willich II ist zuständig für die Vollstreckung von:
- Freiheitsstrafe über drei Monate
- Sicherungsverwahrung
- Freiheitsstrafe bei Verurteilten, die sich auf freiem Fuß befinden (offener Vollzug)
- Freiheitsstrafe nach Maßgabe besonderer Bestimmungen (Progression) (offener Vollzug)
- Ersatzfreiheitsstrafe (soweit nicht in Unterbrechung von Untersuchungshaft oder Abschiebungshaft, offener Vollzug)[2]

Die Zuständigkeiten der Justizvollzugsanstalten in Nordrhein-Westfalen sind im Vollstreckungsplan des Landes NRW geregelt (AV d. JM v. 16. September 2003 – 4431 – IV B. 28 -).

## Ausbildung und Weiterbildung
Die JVA Willich II ist eine Anstalt in NRW, die sowohl eine Berufsausbildung als auch verschiedene modulare Qualifikationsmaßnahmen für die Gefangenen anbietet. Es stehen 44 Arbeitsplätze zur Verfügung. Träger der Beschäftigungsmaßnahmen ist das Kolping-Bildungswerk Aachen.
Folgende Maßnahmen werden angeboten:
- Modenäherin (Ausbildung)
- Modenäherin (modulare Qualifikation)
- Bürokommunikation (modulare Qualifikation)
- Garten- und Landschaftsbau (modulare Qualifikation)
- Holz, Farbe und Gestalten (Grundqualifikation)[5]

Die Gefangenen haben die Möglichkeit an verschiedenen Bildungsangeboten teilzunehmen. Ihnen werden Möglichkeiten zum Abschluss einer Schulausbildung sowie zum Fernstudium angeboten.